# The Sceptical Chymist

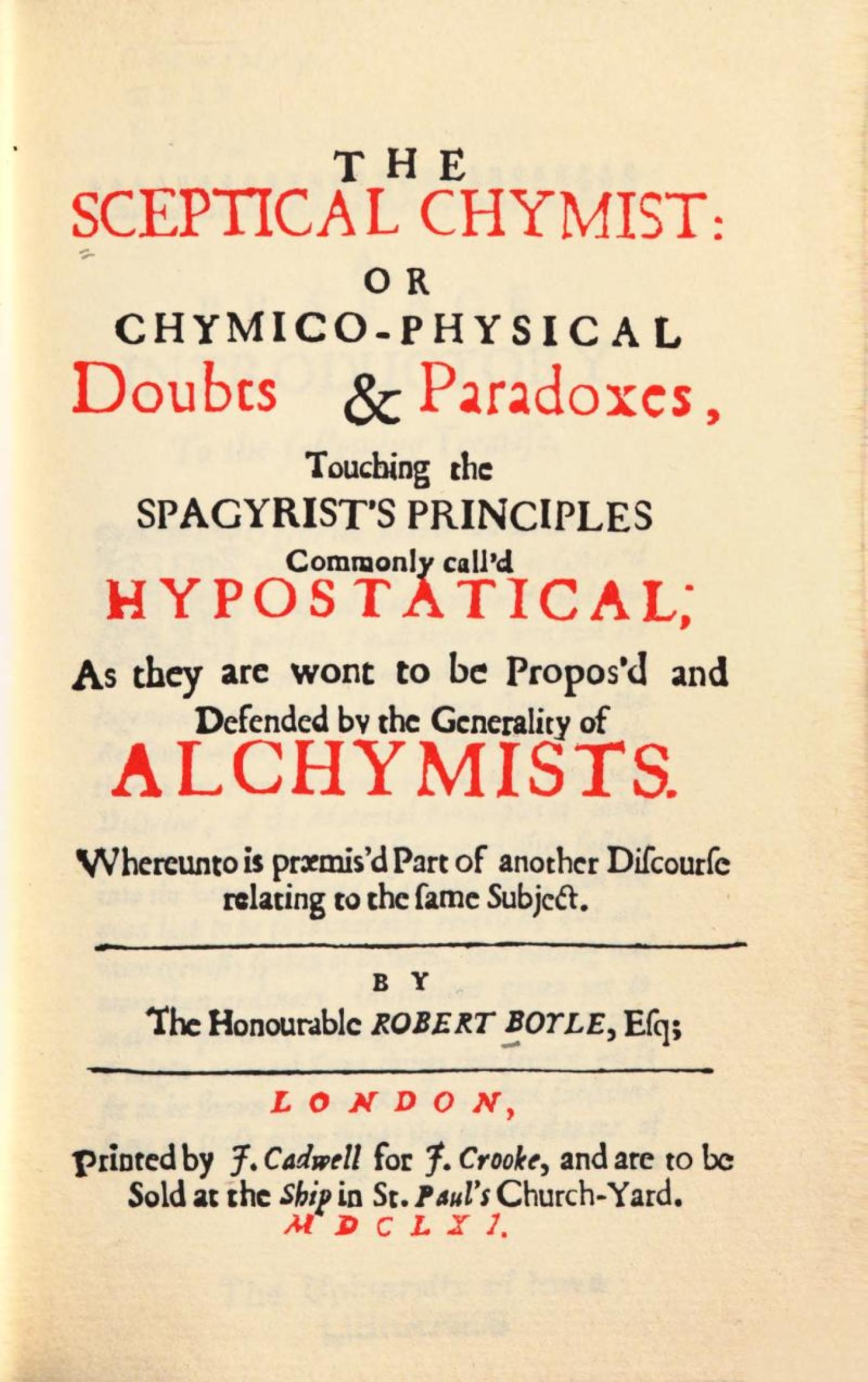
Titelpagina van The Sceptical Chymist (1661)

The Sceptical Chymist or Chymico-Physical Doubts & Paradoxes, gepubliceerd in Londen in 1661, is de titel van Robert Boyle's wetenschappelijke magnum opus.
In de vorm van een dialoog presenteert de Sceptical Chymist Boyle's hypothese dat materie bestaat uit atomen en clusters van atomen in beweging, en dat ieder fenomeen het resultaat is van botsingen van deeltjes in beweging. Hij riep scheikundigen op te experimenteren en stelde dat experimenten de klassieke beperking van chemische elementen in alleen de klassieke vier: aarde, vuur, lucht en water ontkrachten. Hij pleitte er ook voor dat chemie moest ophouden afhankelijk te zijn van geneeskunde of alchemie, en een eigen tak van wetenschap zou moeten zijn. Hij benadrukte een rigoureuze benadering van het wetenschappelijke experiment: hij geloofde dat alle theorieën eerst experimenteel bewezen zouden moeten zijn voor ze als waar zouden moeten worden aangenomen. Hierom wordt Robert Boyle de grondlegger van de moderne scheikunde genoemd.
De Sceptical Chymist is verluchtigd met humor, zoals wanneer de alchemisten vergeleken worden met "de navigators van Solomons vloot, die niet alleen goud en zilver en ivoor mee terugbrachten, maar ook apen en papegaaien.", omdat hun theorieën "zoals de papegaaienveren een mooie show maken, maar noch vast of waardevol zijn; of anders, zoals apen, die als ze misschien een beetje rationeel lijken, bespot worden om hun absurditeiten en andere dingen die hen belachelijk maken." De grote waarde van The Sceptical Chymist, is behalve het thema, de rijkdom aan chemische experimenten die de scheikundige lieten zien hoe standaard termen en nomenclatuur in scheikundige uiteenzettingen te gebruiken, en er werden ook nieuwe feiten gepresenteerd.